# Добра (Україна)
До́бра — село в Україні, в Маньківській селищній громаді Уманського району Черкаської області. Розташоване за 20 км на захід від селища Маньківка, за 15 км від станції Поташ та за 4 км від автошляху М05. Населення становить 1 074 особи.

## Історія
Поблизу села виявлено сліди трипільської культури, два поселення епохи бронзи, чотирнадцять курганів. На теренах поселення знайдено також римські срібні монети.
Село відоме з 17 століття. Назва походить, за переказами, від смачної джерельної води в місцевих криницях. З селом пов'язані події з Коліївщиною, українською козаччиною.
У 1760 році закладена й освячена священиком Феодором Погорілецьким на новому місці церква Різдва Божої Матері, у 1768 році перейшла з унії до православ'я, тоді тут налічувалося 147 дворів, а 1783 року — 121 двір та 629 чоловіків і жінок.

У 1864 році Лаврентій Похилевич так занотував про це поселення:
|  | Юго-восточная часть села Красноставки называется Доброе, что находится при реке Конеле и считается за особое село, хотя состоит в непрерывной связи с Красноставкой и составляет одно владельческое имение Флориана Рожицкого (латинского исповедания). Жителей обоего пола 1460; церковь Богородичная, деревянная, 5-го класса; земли имеет 44 десятины; построена 1725 года. |

У 1905 році село Добра відносилося до Верхняцької волості, Уманського повіту Київської губернії, у землекористуванні населення було 3076 десятин; на той час у селі було 412 дворів.
До складу села Добра входить присілок Красноставка — колись окреме село.
15 липня 1941 року війська Вермахту підійшли до села: кілька днів тривали криваві бої за Добру, село переходило із рук у руки, аж доки в кінці місяця переважаючі сили гітлерівців не захопили поселення. У роки нациської окупації в селі проти загарбників мужньо виступила родина Пороховського — Василь Кирилович, дружина Уляна Савівна й син Микола, які загинули в нерівному поєдинку з гітлерівцями у своєму будинку. 624 жителі села брали участь і Другій світовій війні, 138 з них нагороджені урядовими нагородами, 258 загинули.
1952 — в селі встановлено пам'ятник на могилі воїнів, що відвоювували село, а 1968 року — обеліск Слави односельцям, які полягли в боях за Батьківщину.
Станом на 1972 рік в селі працював колгосп імені Горького, за яким було закріплено 3947,5 га сільськогосподарських угідь, у тому числі 3701,5 га орної землі. В господарстві вирощували зернові і технічні культури, було розвинуте м'ясо-молочне тваринництво. Працювали механічна і деревообробна майстерні, пилорама. Також в селі працювали середня і початкова школи, два клуби, дві бібліотеки з фондом 14,5 тисяч книг, два медичних пункти, пологовий будинок, дитячі ясла і садок відділення зв'язку, ощадна каса, шість магазинів.

## Населення

### Мова
Розподіл населення за рідною мовою за даними перепису 2001 року:
| Мова            | Кількість | Відсоток |
| --------------- | --------- | -------- |
| українська      | 1120      | 99.12%   |
| російська       | 9         | 0.80%    |
| інші/не вказали | 1         | 0.08%    |
| Усього          | 1130      | 100%     |

## Пам'ятки
Неокласичний садибний будинок Флоріана Рожицького та залишки садибного парку 19 ст. Пам'ятка архітектури.

## Відомі люди
- Вихристюк Сергій Григорович — Прапорщик, командир евакуаційного відділення взводу МТЗ 9-й артилерійської батареї 27-го Сумського реактивного артилерійського полку. Загинув під час обстрілу в зоні АТО;
- Мельник Онисим Петрович  — письменник;
- Порохівський Гнат Ярмилович — полковник Дієвої армії УНР.[3]

У селі народилися Герої Радянського Союзу:
- Кротюк Василь Купріянович (* 14 січня 1910 — † 2 березня 1982);
- Танцюра Іван Лазарович (* 22 червня 1920 — † 8 листопада 1985)

## Галерея

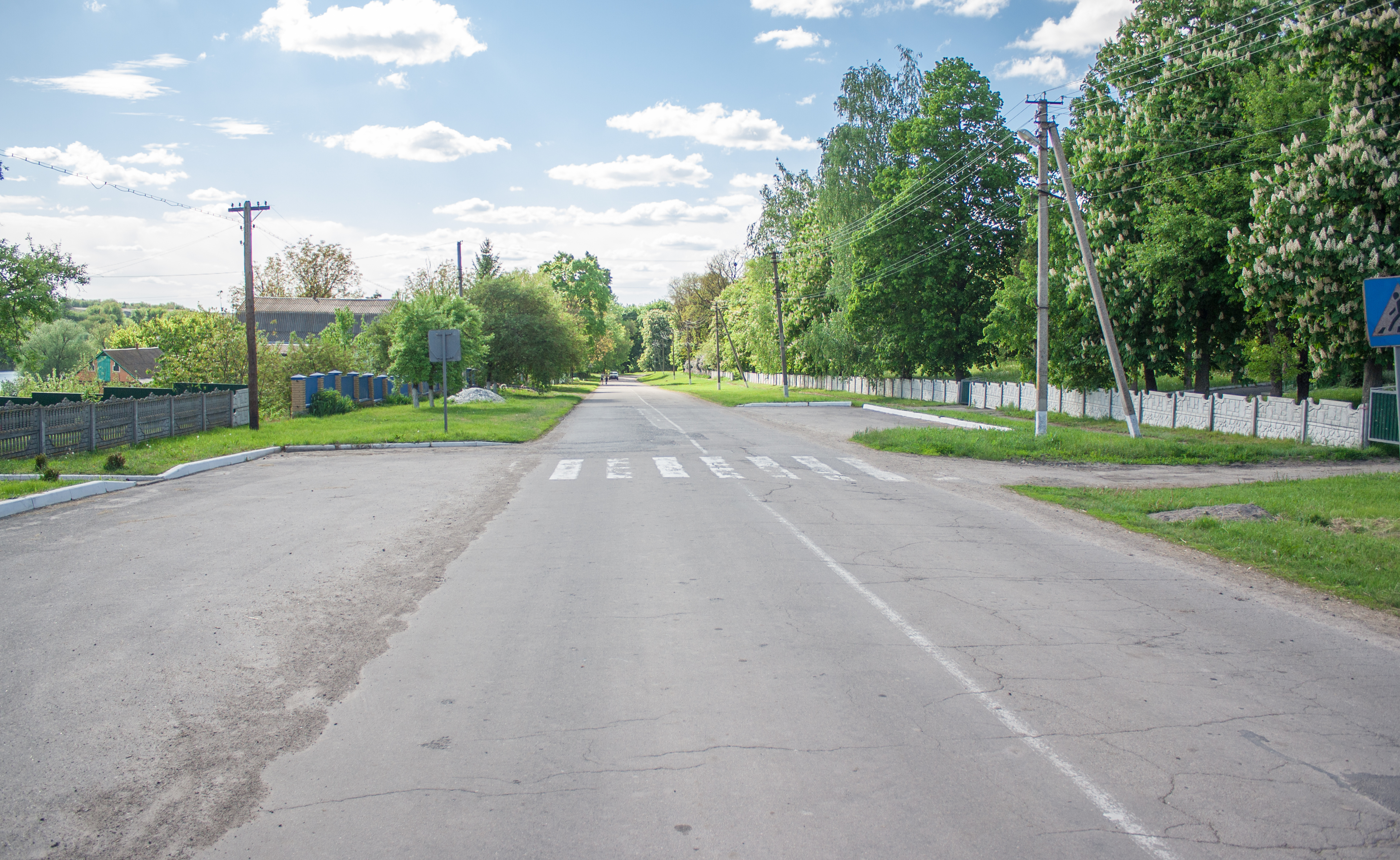
Вулиця Центральна
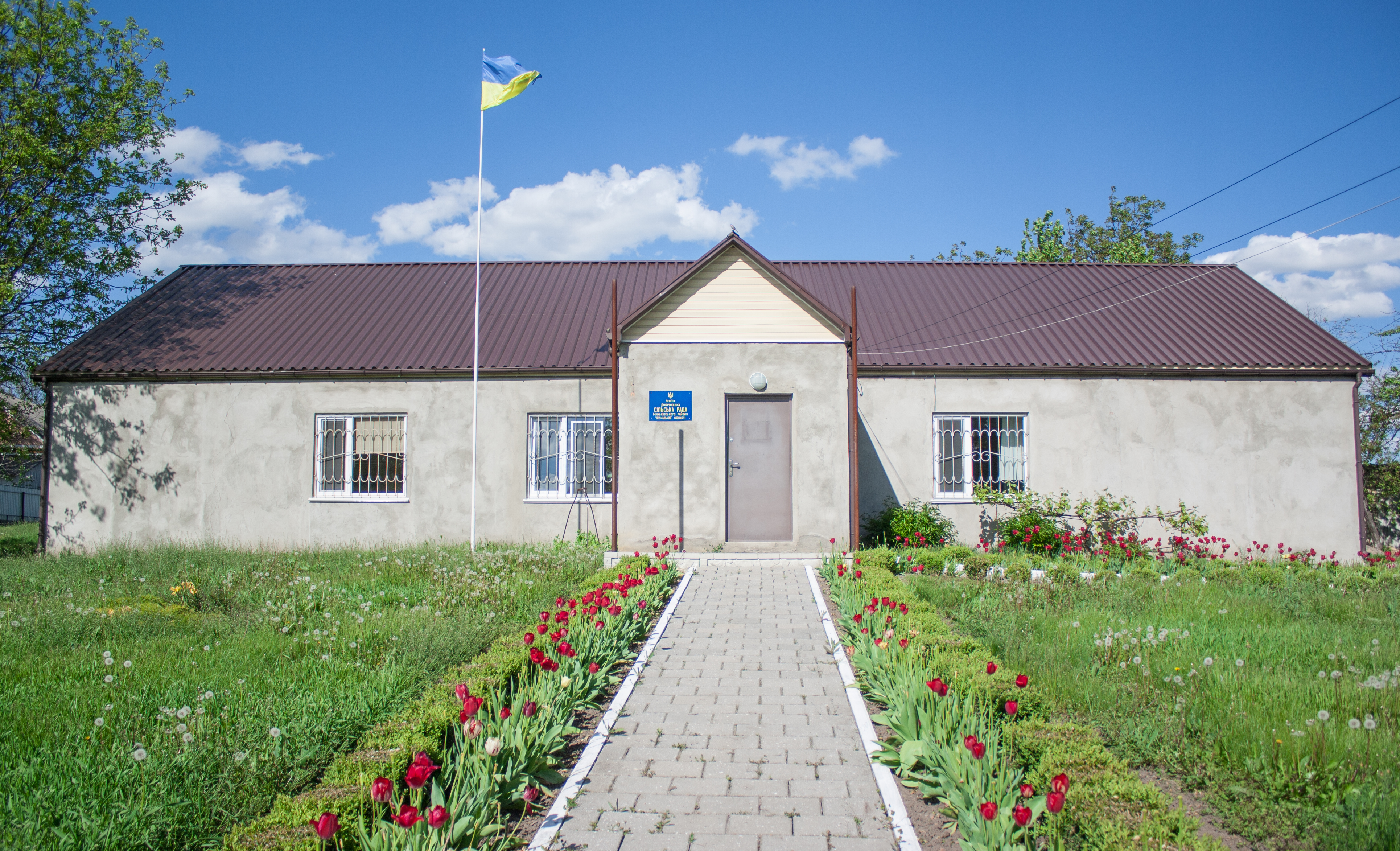
Сільська рада
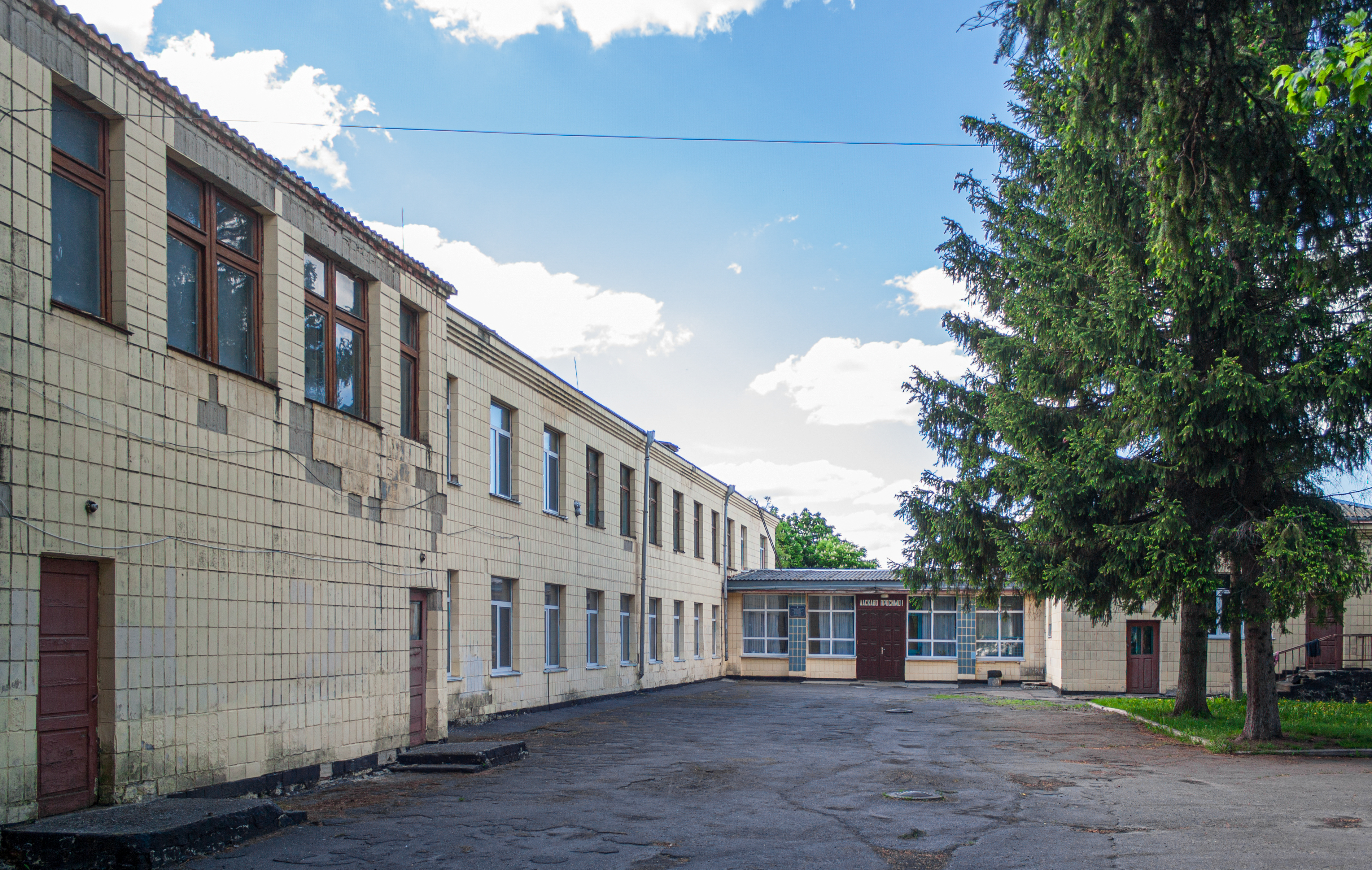
Школа
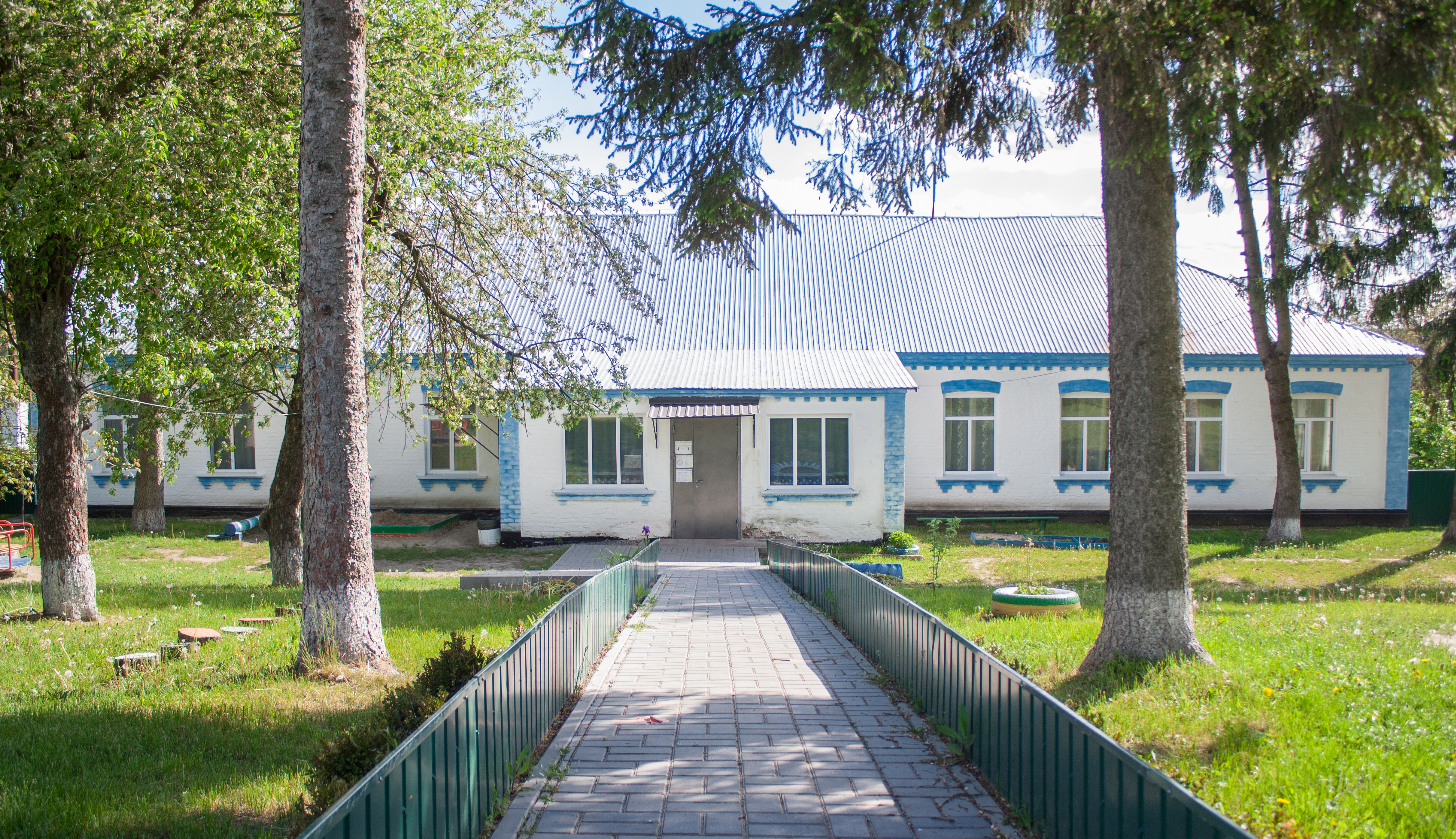
Дитсадок
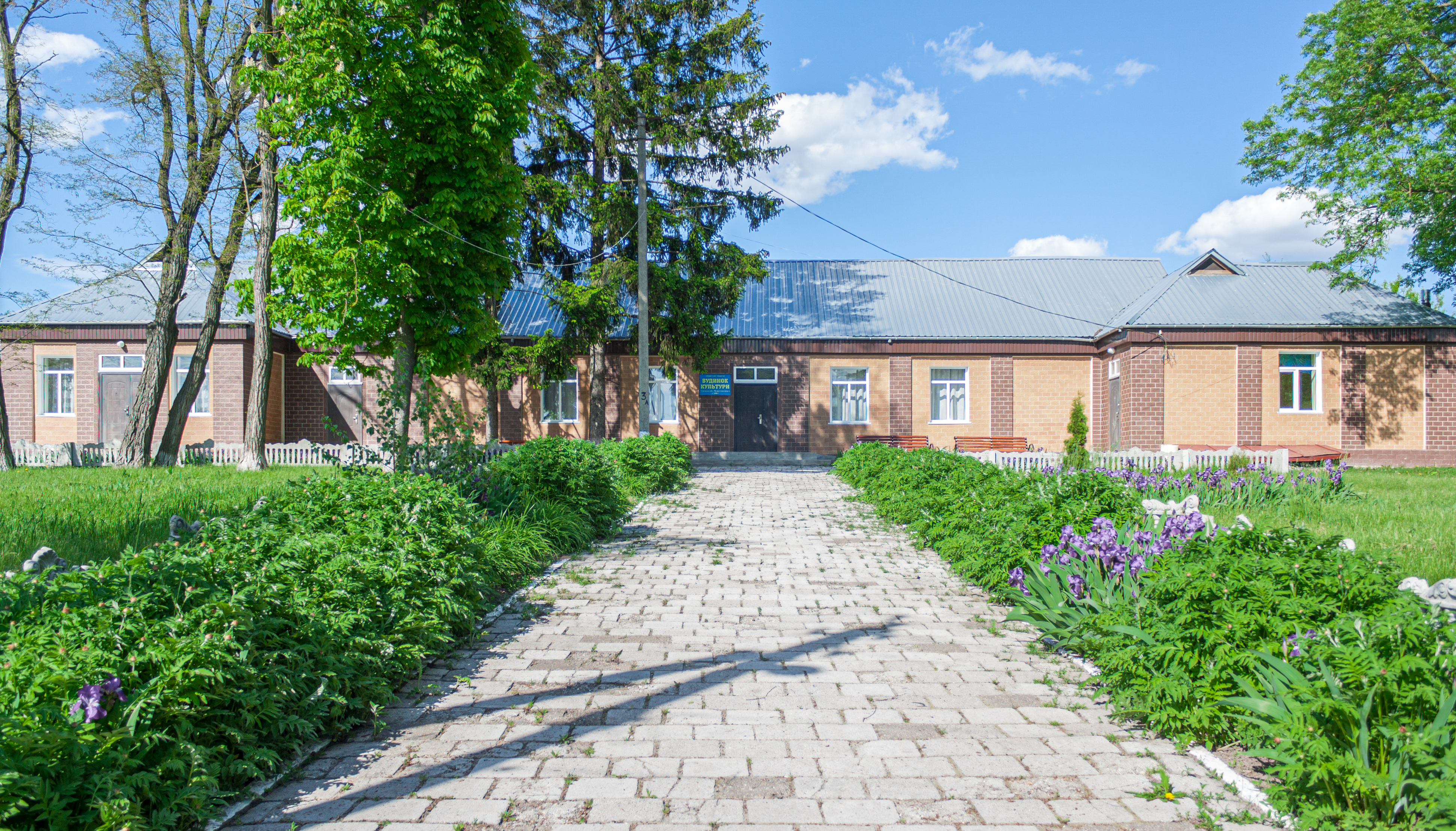
Будинок культури
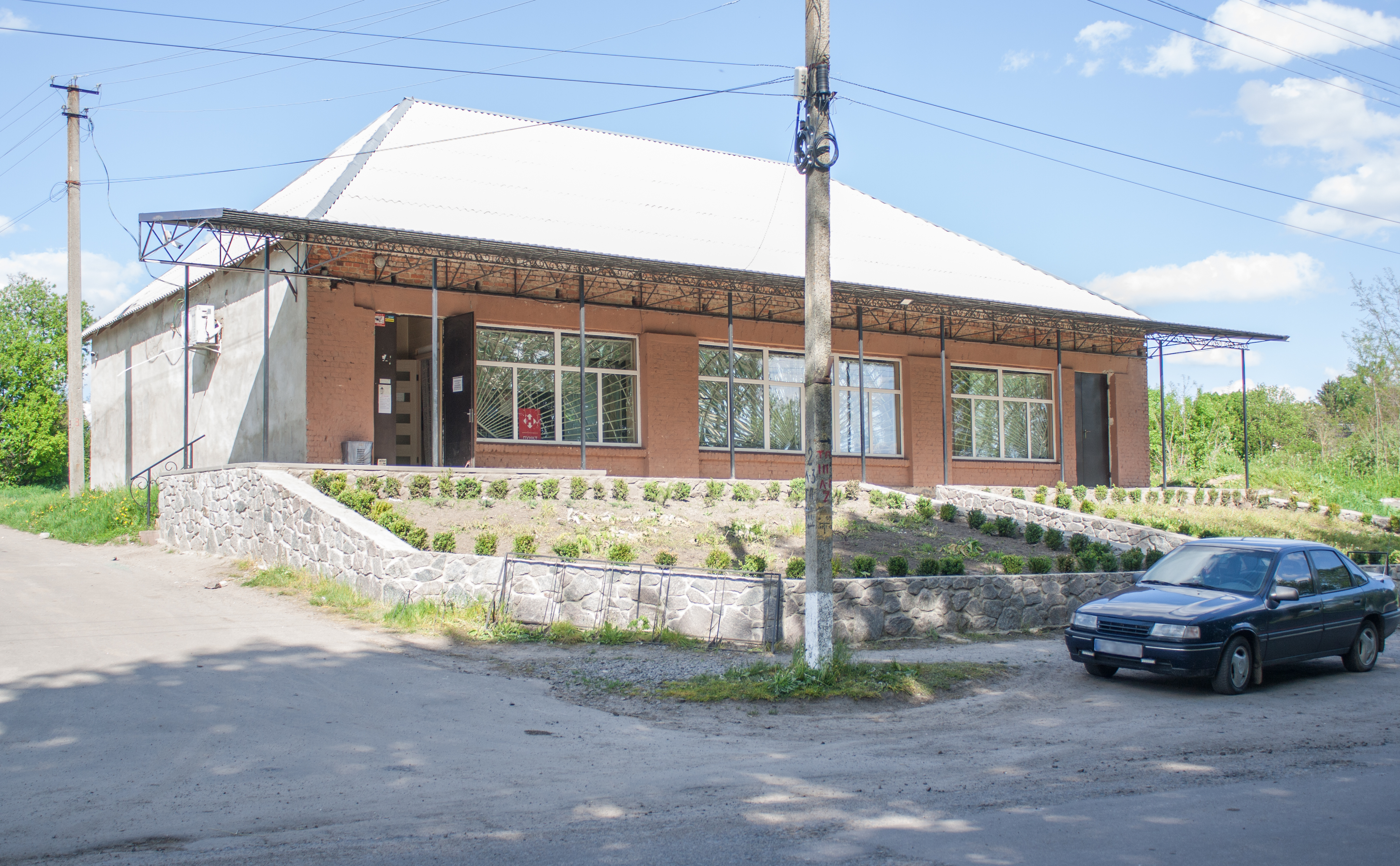
Магазин
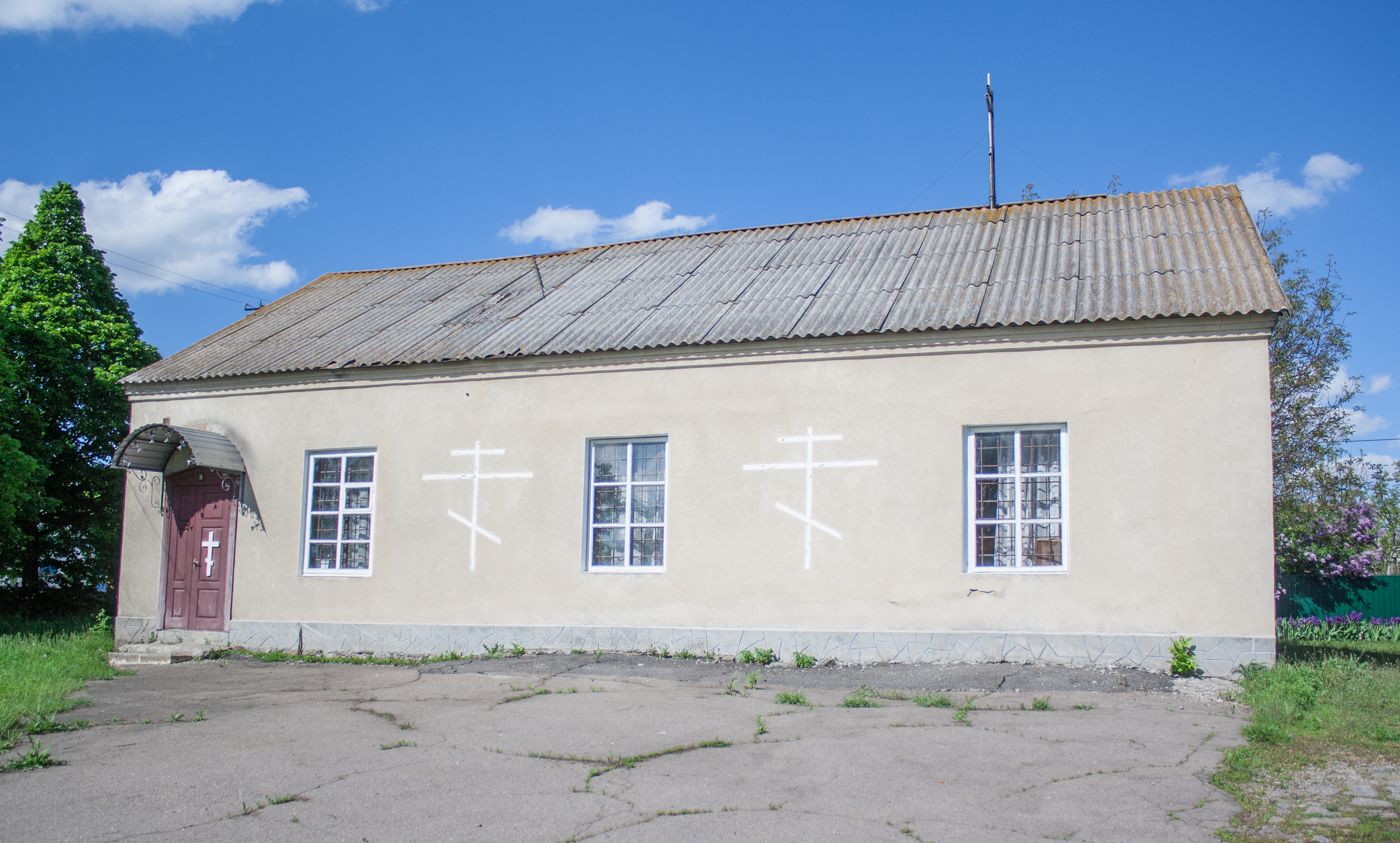
Церква
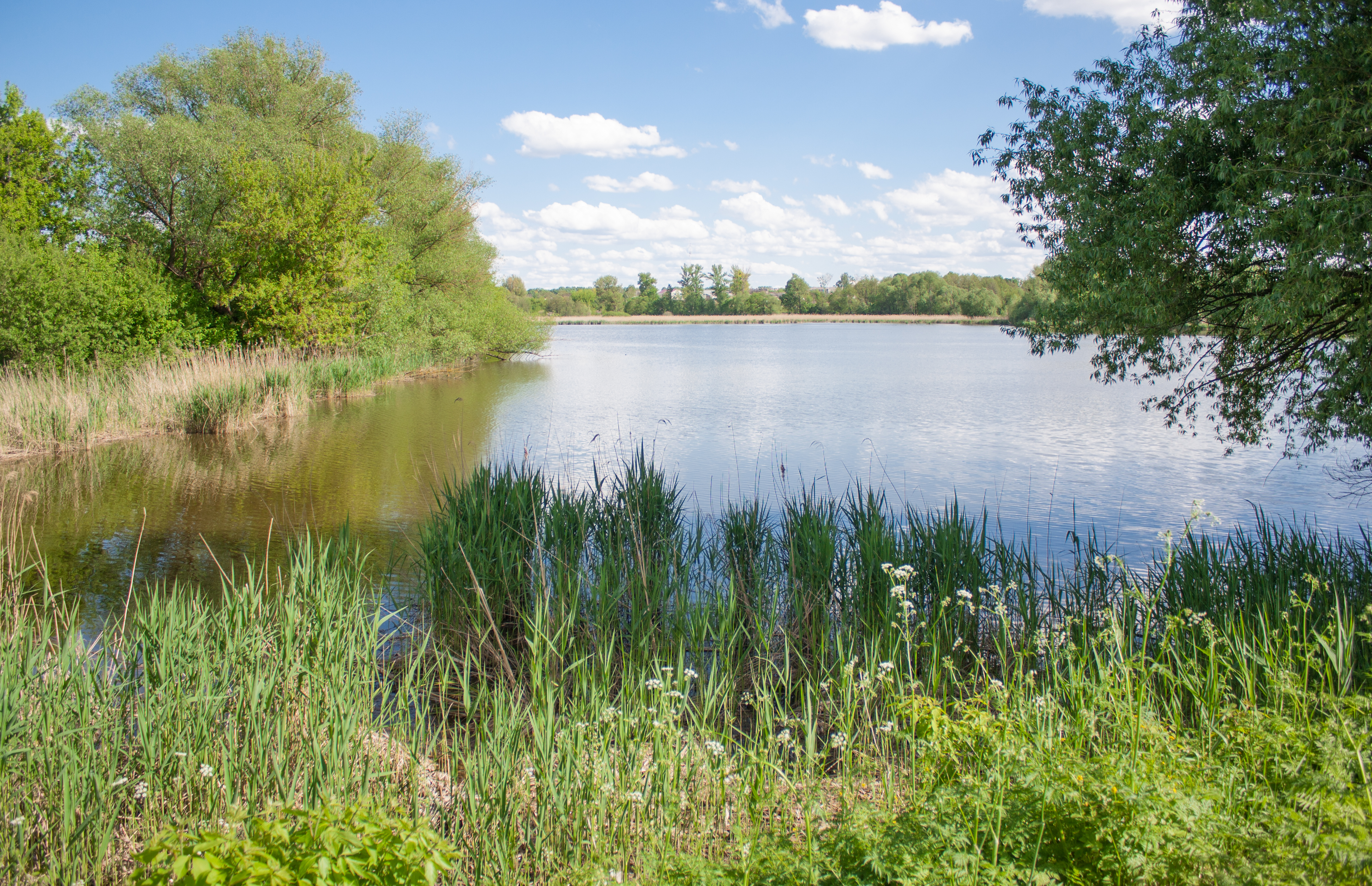
Ставок
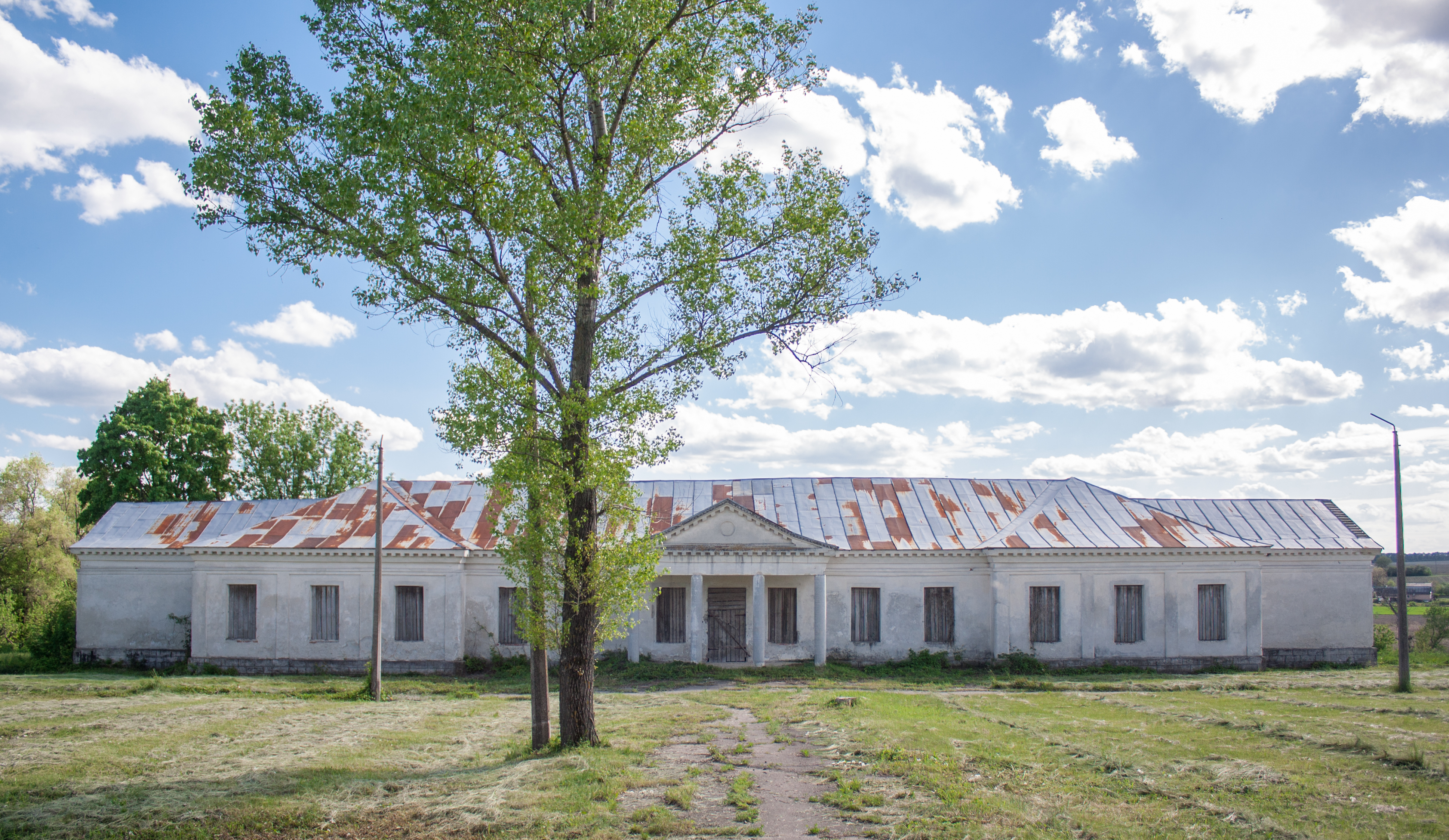
Садиба Рожицьких (19 ст.)
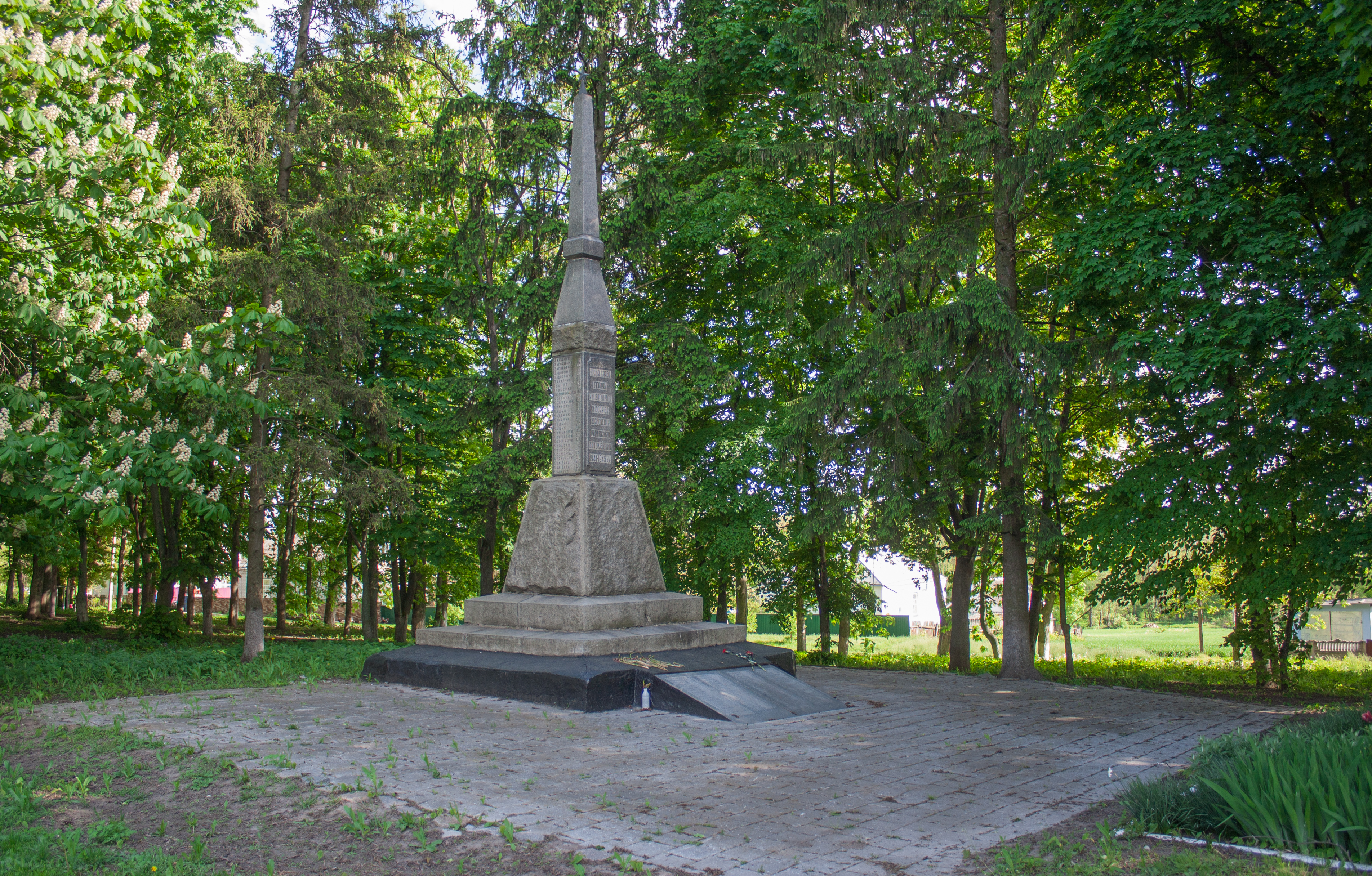
Пам'ятник воїнам-односельцям
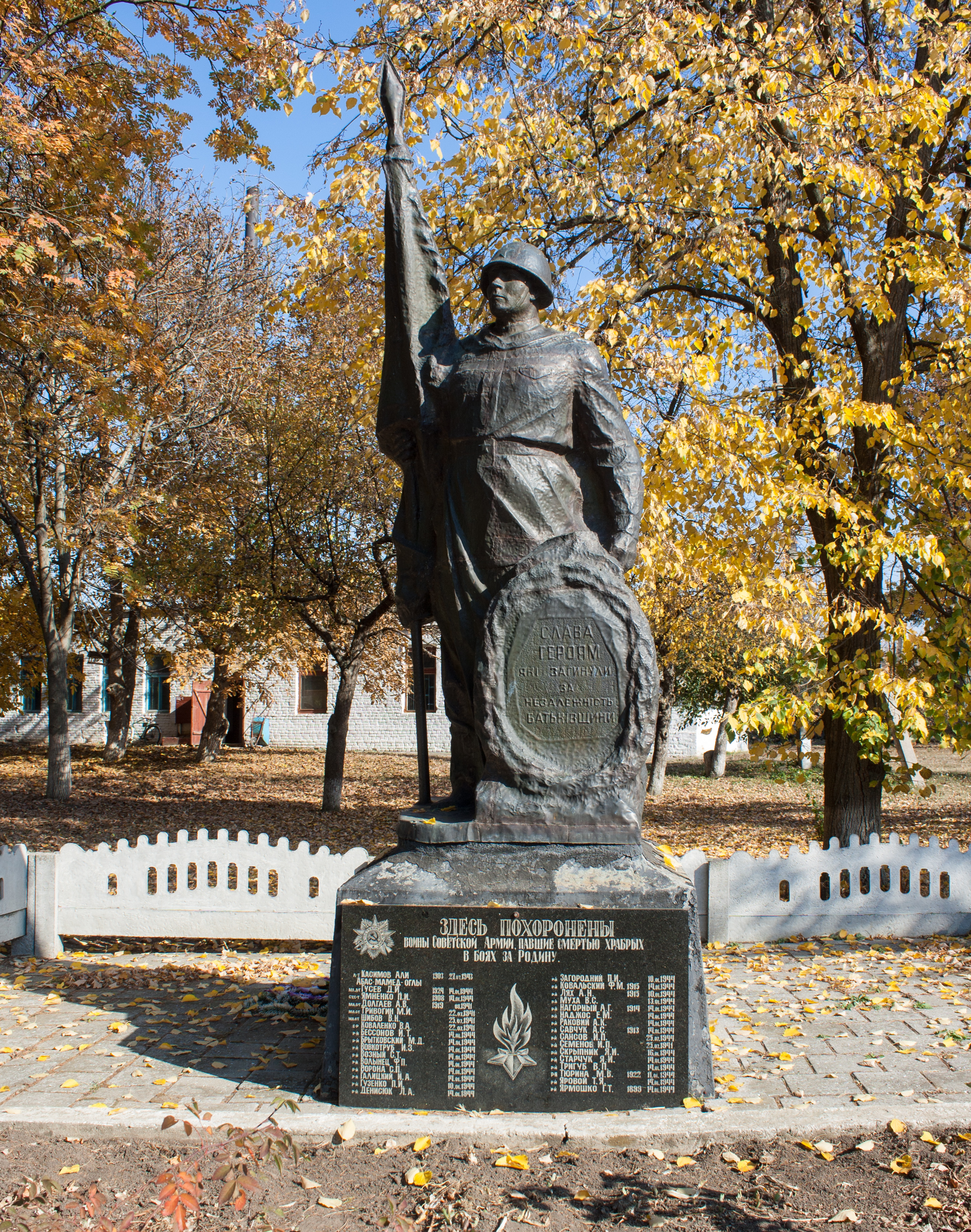
Братська могила радянських воїнів
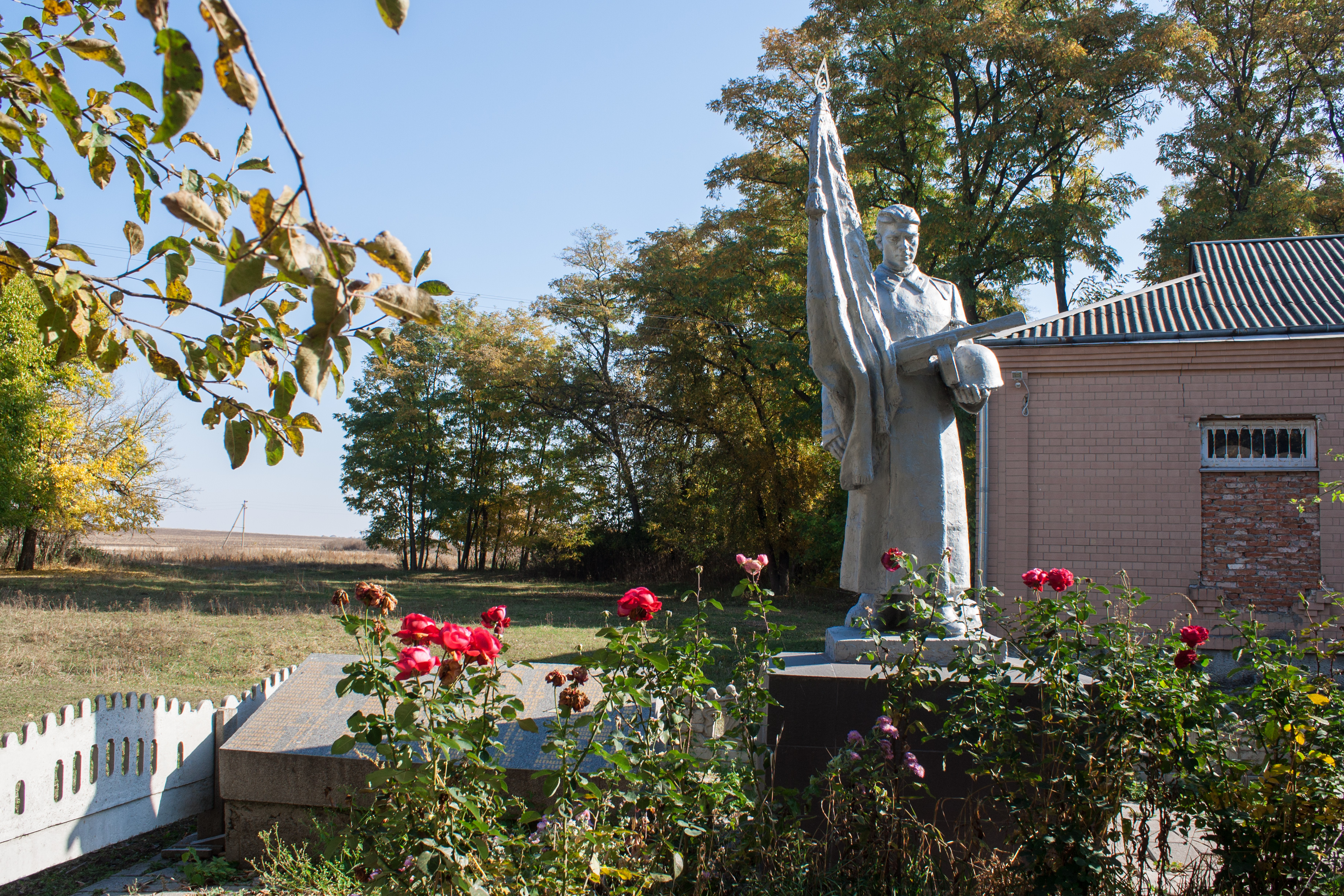
Братська могила радянських воїнів